# アップルインターナショナル
アップルインターナショナル株式会社は、三重県四日市市に本社を置く中古車を輸出、買取、販売する企業である。

## 沿革
- 1996年1月 - アップルインターナショナル株式会社を設立。
- 2001年11月 - カーコンサルタントメイプル株式会社を子会社化。
- 2003年12月 - 東京証券取引所マザーズ市場に上場。
- 2004年5月 - アップルオートネットワーク株式会社を子会社化。
- 2005年12月 - 株式会社アイ・エム自販を子会社化。
- 2015年5月 - 市場選択制度により、東京証券取引所第2部に市場変更。
- 2016年1月 - 株式会社アイ・エム自販の保有全株式を譲渡。
- 2017年4月 - いすゞ自動車株式会社と資本業務提携。
- 2022年7月 - いすゞ自動車との資本業務提携を解消[1]。